# Tom Fletcher
Pour les articles homonymes, voir Thomas Fletcher et Fletcher.
 (août 2024).
Si vous disposez d'ouvrages ou d'articles de référence ou si vous connaissez des sites web de qualité traitant du thème abordé ici, merci de compléter l'article en donnant les références utiles à sa vérifiabilité et en les liant à la section « Notes et références ».
Thomas « Tom » Michael Fletcher, né le 17 juillet 1985 à Harrow, dans le nord de Londres, est un musicien anglais, chanteur, compositeur, auteur et Youtubeur vlogger.
Il est membre du groupe britannique McFly. Il est le guitariste, chanteur et pianiste du groupe.
Il a composé et écrit la majorité des textes de son groupe, parfois en collaboration avec certains membres, parfois seul.

## Biographie
Tom Fletcher est né à Harrow, Londres. Il est le fils de Bob Fletcher, qui a travaillé à  kodak et de Debbie Fletcher qui était enseignante. C'est son père, qui, dans sa jeunesse, a joué dans de petits groupes locaux et qui lui a transmis sa passion pour la musique.
Il a également une sœur, plus jeune Carrie Fletcher née le 22 octobre 1992.
Encouragé depuis son plus jeune âge, Tom a assisté à une prestigieuse école de musique, où , à 10 ans, il a rencontré celle qui deviendra sa future femme, Giovanna Falcone.
Lorsqu'il était petit, il a joué dans quelques émissions de télévision britannique. À 10 ans, Il a également tenu le rôle principal dans la comédie musicale Oliver! au Palladium de Londres.
En 2021 il participe à Strictly Come Dancing 19.

## Carrière musicale
Tom a commencé à écrire ses textes dès son plus jeune âge.
Il a auditionné pour Busted, sans succès. Cependant, la maison de disques (Island Records) ayant été impressionnée par son talent, elle lui proposa d'écrire des chansons pour Busted, avec James Bourne. Fletcher affirme que c'est lui qui lui a appris à structurer les chansons et à trouver de bonnes mélodies.

## McFly
Tom Fletcher a écrit ou coécrit dix singles numéro 1:
- "Crashed The Wedding"; "Who's David" et "Thunderbirds Are Go" pour Busted.
- "5 Colours in Her Hair" (Bourne, Jones, Fletcher); "Obviously" (Fletcher, Jones, Bourne); "All About You" (Fletcher); "I'll Be OK"(Fletcher, Jones, Poynter); "Please, Please" (Fletcher, Jones, Poynter); "Star Girl" et "Transylvania" (Poynter, Fletcher), toutes été écrites pour son groupe McFly.

Il a également coécrit huit des chansons sur «Busted» et le deuxième album, «A Present for Everyone», ainsi que toutes (sauf une: "Not Alone" - Jones) les chansons de leur premier album, «Room on The 3rd Floor». L'album atterrit directement numéro 1 dans les charts UK, de même que le deuxième album «Wonderland». Ce dernier inclus la piste "She falls Asleep", une épopée sur une voie suicidaire d'une fille, dans laquelle Fletcher chante et joue du piano. Il a aidé à réécrire la chanson pour le thème le plus récent "Thunderbirds" avec James Bourne, qui a été single numéro 1 pour Busted. Le plus récent numéro 1 est «Transylvania» un double face-A single avec la reprise de Jellyfish "Baby's Coming Back".
Et en 2011, Tom Fletcher écrit 'I want' pour le Boyband Anglo-Irlandais One Direction pour leur album 'Up All Night' ainsi que 'I would' (avec l'aide de Danny) pour leur album 'Take Me Home' et 'Don't forget where you belong' pour leur dernier album 'Midnight Memories' (aidé cette fois-ci de Dougie et Danny). En 2014, il a également écrit avec le groupe ''High Hopes'' une chanson destinée au groupe anglais The Vamps.

## Livres
Tom a publié son premier roman en 2012. Co-écrit avec son compère de Mcfly, Dougie Poytner, le Noëlosaure a été vendu à plus de 72000 exemplaires  et est l'un des livres pour enfants les mieux vendus de cette année là.
Tom a publié son premier roman solo, The Christmasaurus, le 6 octobre 2016, qui raconte l'histoire d'un jeune garçon appelé William Trundle qui vivra une aventure magique la veille de noël. Le 6 octobre de l'année suivante, une version musicale du livre intitulé The Christmasaurus: musical edition  voit le jour. Le 17 novembre 2017 Tom a sorti un single  de la bande originale de The Christmasaurus: musical edition intitulé " Afraid of heights", accompagné d'un clip vidéo. Le 15 decembre 2017, Tom a sorti un deuxième single ainsi qu'un clip vidéo intitulé "Don't know what it is ". Les deux vidéos ont été réalisées par David Spearling.
En 2018, est publié le roman de science fiction Eve of Man, livre écrit avec sa femme Giovanna.

## Autres
En 2012, Tom et les autres membres du groupe Mcfly ont publié leurs mémoires Unsaid things... Our story.
En juin 2011, il est apparu dans le jeu télévisé The cube et est devenu la troisième personne à remporter 100 000 £. Il remit cet argent à des associations caritatives. Plus tard cette année là, il apparut en gorille pour le membre de la bande, Dougie Poytner, pour lui poser cinq questions sur le coffre à célébrités de l'épisode 11 dans l'émission je suis une célébrité sortez moi de là.
Il était également présent pour accueillir Dougie sur le tapis rouge après que celui-ci eut remporté l'émission. En 2013 Tom participe à l'émissionAll star family fortunes et All star Mr and Mrs. Les quatre membres de Mcfly ont également participé à Célébrity Deal or not Deal pour des œuvres de bienfaisance en 2012. En novembre 2013, il apparaît sur Never Mind the Buzzcocks avec Emma Willis. Tom a été invité à Celebrity juice à trois reprises. En 2016 il a été juge sur ITV Lorraine.
Tom Fletcher a une forte audience sur Youtube avec un peu plus de 633 000 abonnées. Il filme régulièrement sa vie quotidienne et familiale ainsi que sa vie en tournée avec Mcfly.

## Vie personnelle
Tom a eu une licence de pilote juste avant la tournée de Radio:ACTIVE
Dans L'autobiographie de McFly intitulé Unsaid Things, Tom révèle qu'il souffre de troubles bipolaire qui, selon lui, a eu une grande influence sur le deuxième album de McFly, Wonderland. Il y fait également part de son trouble alimentaire, son poids et ses régimes obsessionnels.
Tom Fletcher est en couple avec Giovanna Falcone depuis le lycée (2003), ils se sont fiancés le 18 avril 2011.
Ils se sont mariés le 12 mai 2012. Il n'a pas eu un mais trois témoins de mariage, ses compagnons de McFly, Dougie Poynter, Danny Jones et Harry Judd,. Lors de son mariage il prononça son discours sous forme de chanson pour sa femme et ses compagnons de McFly 
Le 29 octobre 2013, il annonce que sa femme Giovanna est enceinte de leur premier enfant. La naissance est prévue pour mars 2014, un peu avant la tournée de McBusted. Elle a finalement accouché le 13 mars d'un garçon qui se prénomme Buzz Michelangelo Fletcher. Tom a d'ailleurs réalisé une vidéo ''Something New'' retraçant les 9 mois de grossesse en chanson.
Le 3 septembre 2015, il annonce, grâce à une nouvelle vidéo, que sa femme et lui attendent un nouvel enfant.
Le 16 février 2016, Giovanna a donné naissance à un deuxième garçon, Buddy Bob Fletcher.
Le 3 mars 2018 le couple annonce via une vidéo que Giovanna est enceinte de leur 3eme enfant qui est attendu pour le mois de septembre.
Le 24 août 2018, Giovanna donne naissance à leur 3ème garçon, Max Mario Fletcher.